# Funco

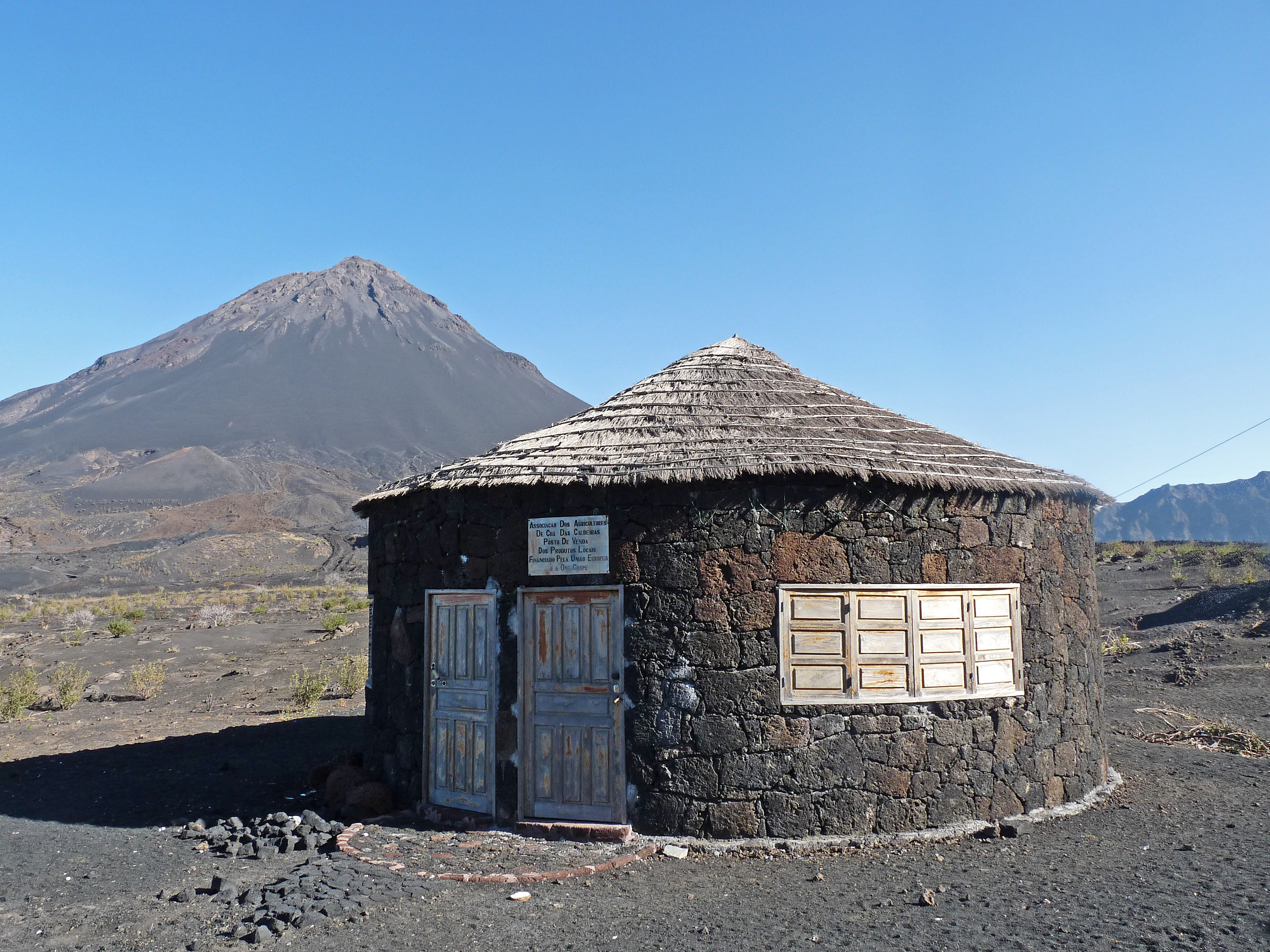
Funco en pierre volcanique au pied du Pico do Fogo

Le funco est une maison traditionnelle du Cap-Vert, originaire du continent africain. On la rencontre principalement sur les îles de Fogo, Santiago et Maio, également en Guinée-Bissau. De forme circulaire, elle est constituée de pierres superposées. Le toit conique est fait de chaume ou de feuilles de palmier. Elle ne comporte qu'une seule pièce.
Selon l'historien António Carreira (1965), le terme était employé avec la signification de « petite paillotte, habitation pauvre et misérable ».
L'écrivain Henrique Teixeira de Sousa, qui a analysé la structure sociale de Fogo, son île natale, tant dans son œuvre romanesque que dans ses essais, montre l'inquiétude des familles blanches devant l'ascension des métis à la fin des années 1940 : ils craignent le moment où « le singe poussera le Noir du funco ; [où] celui-ci prendra la place du Métis dans la loja et [où] ce dernier chassera le Blanc pour s'installer dans le sobrado ».